# Proceroplatus villasboasi
Proceroplatus villasboasi är en tvåvingeart som beskrevs av Lane 1961. Proceroplatus villasboasi ingår i släktet Proceroplatus och familjen platthornsmyggor. Inga underarter finns listade i Catalogue of Life.